# Mustela erminea fallenda
Mustela erminea fallenda es una subespecie de  mamíferos carnívoros  de la familia Mustelidae subfamilia Mustelinae.

## Distribución geográfica
Se encuentran en Norteamérica: la Columbia Británica.